# Villers-la-Combe
Villers-la-Combe ist eine französische Gemeinde mit 49 Einwohnern (Stand: 1. Januar 2022) im Département Doubs in der Region Bourgogne-Franche-Comté.

## Geographie
Villers-la-Combe liegt auf 639 m über dem Meeresspiegel, 15 Kilometer südsüdöstlich von Baume-les-Dames und etwa 33 Kilometer östlich der Stadt Besançon (Luftlinie). Das Dorf erstreckt sich im Jura, in einer Mulde auf dem Hochplateau von Villers östlich des Beckens von Orsans.
Die Fläche des 5,88 km² großen Gemeindegebiets umfasst einen Abschnitt des französischen Juras. Der Hauptteil des Gebietes wird von der Hochfläche von Villers eingenommen, die durchschnittlich auf 650 m liegt. Sie ist überwiegend von Acker- und Wiesland bestanden. Eine ungefähr 40 m hohe Geländestufe leitet nach Süden zum Plateau von Germéfontaine über. Das Hochplateau besitzt keine oberirdischen Fließgewässer, weil das Niederschlagswasser im verkarsteten Untergrund versickert. Nach Osten steigt das Gelände bis zur Höhe des Bois de Volienne allmählich an. Mit 823 m wird auf diesem Hügelrücken die höchste Erhebung von Villers-la-Combe erreicht.
Zu Villers-la-Combe gehört auch der Weiler Monts de Villers (675 m) auf dem Hochplateau südlich des Dorfes. Nachbargemeinden von Villers-la-Combe sind Vellerot-lès-Vercel im Norden, Landresse im Osten, Germéfontaine im Süden sowie Villers-Chief im Westen.

## Geschichte
Im Mittelalter gehörte Villers-la-Combe zur Herrschaft Passavant, die seit dem 14. Jahrhundert im Besitz der Herren von Montbéliard war. Zusammen mit der Franche-Comté gelangte das Dorf mit dem Frieden von Nimwegen 1678 an Frankreich. Seit 1998 ist Villers-la-Combe Mitglied des 44 Ortschaften umfassenden Gemeindeverbandes Communauté de communes du Pays de Pierrefontaine-Vercel.
Mit dem 1. Januar 2009 erfolgte eine Änderung der Arrondissementszugehörigkeit der Gemeinde. Bislang zum Arrondissement Besançon gehörend, kamen alle Gemeinden des Kantons zum Arrondissement Pontarlier.

## Sehenswürdigkeiten
Die Dorfkirche Saint-Lazare aus dem 19. Jahrhundert befindet sich im Weiler Monts de Villers. Auf einer Anhöhe südwestlich von Villers-la-Combe steht die Kapelle Saint-Claude. Im Ortskern sind verschiedene große Bauernhäuser im charakteristischen Stil der Franche-Comté aus dem 17. bis 19. Jahrhundert erhalten.

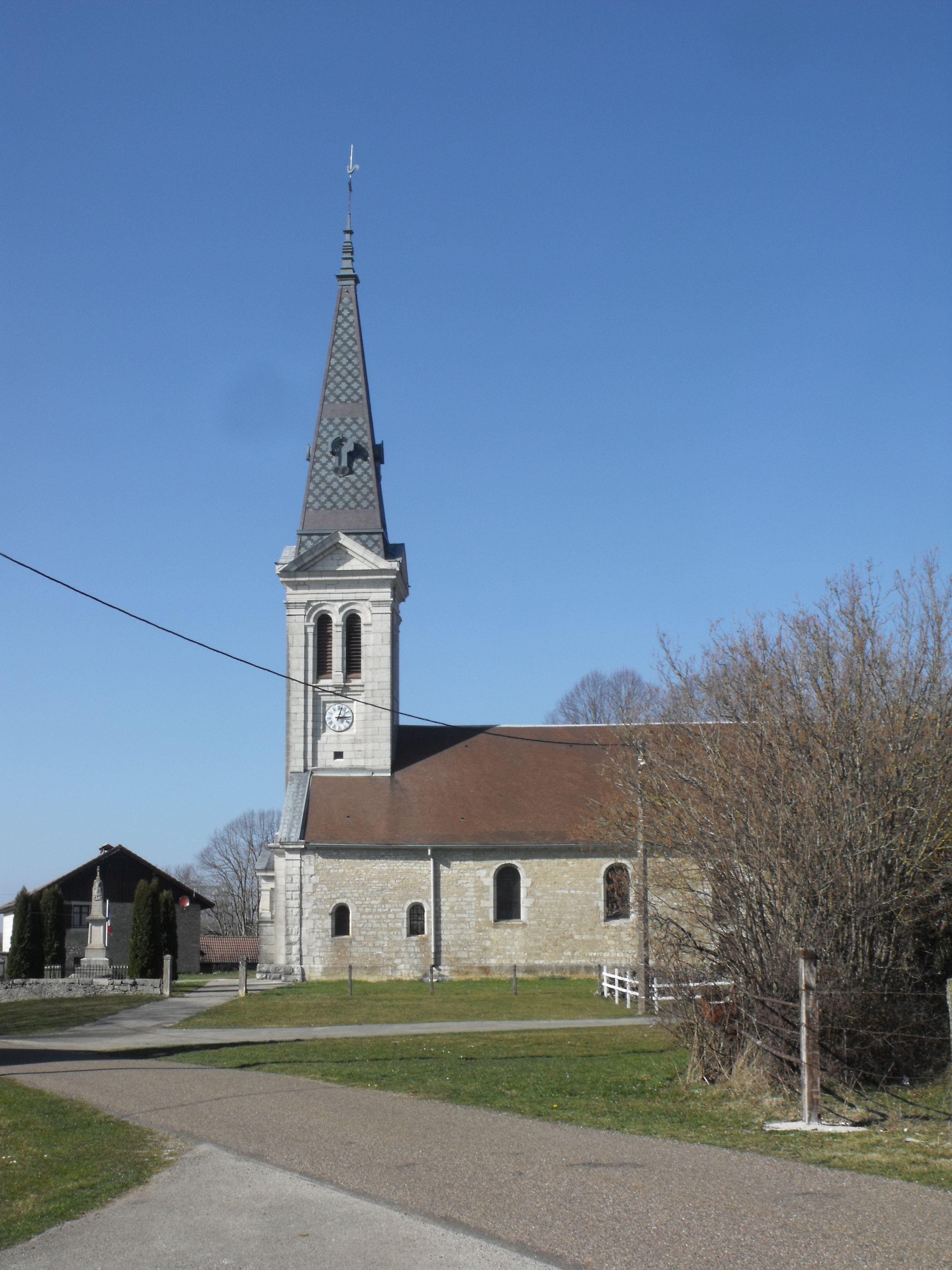
Kirche Saint-Lazare

## Bevölkerung
| Jahr                       | 1962 | 1968 | 1975 | 1982 | 1990 | 1999 | 2006 | 2016 |
| Einwohner                  | 80   | 80   | 71   | 60   | 50   | 48   | 53   | 51   |
| Quellen: Cassini und INSEE |      |      |      |      |      |      |      |      |

Mit 49 Einwohnern (1. Januar 2022) gehört Villers-la-Combe zu den kleinsten Gemeinden des Départements Doubs. Nachdem die Einwohnerzahl in der ersten Hälfte des 20. Jahrhunderts markant abgenommen hatte (1891 wurden noch 154 Personen gezählt), wurden seit Beginn der 1980er Jahre nur noch geringe Schwankungen verzeichnet.

## Wirtschaft und Infrastruktur
Villers-la-Combe war bis weit ins 20. Jahrhundert hinein ein vorwiegend durch die Landwirtschaft (Ackerbau, Obstbau und Viehzucht) geprägtes Dorf. Noch heute leben die Bewohner zur Hauptsache von der Tätigkeit im ersten Sektor. Außerhalb des primären Sektors gibt es fast keine Arbeitsplätze im Dorf. Einige Erwerbstätige sind auch Wegpendler, die in den umliegenden größeren Ortschaften ihrer Arbeit nachgehen.
Die Ortschaft liegt abseits der größeren Durchgangsstraßen an einer Departementsstraße, die von Vellerot-lès-Vercel nach Germéfontaine führt. Eine weitere Straßenverbindung besteht mit Villers-Chief.